# Arte mudéjar
Denomina-se arte mudéjar ao estilo artístico que se desenvolveu entre os séculos XII e XVI nos reinos cristãos da Península Ibérica, que incorpora influências, elementos ou materiais de estilo ibero-muçulmano.
Trata-se de um fenómeno exclusivamente ibérico que combina e reinterpreta estilos artísticos cristãos (românico, gótico e renascentista) com a arte islâmica.
A expressão "arte mudéjar" foi cunhada em 1859 por Amador de los Ríos em seu discurso de ingresso na Real Academia de Belas-Artes de São Fernando — "O estilo mudéjar na arquitetura".
Para alguns historiadores da arte constitui-se em um desenvolvimento regional da arte islâmica; para outros, trata-se de um período da arte cristã no qual surge a decoração islâmica, que já era praticada pelos mudéjares (mouriscos), povos de religião e cultura islâmica que sobreviveram nos reinos cristãos após a Reconquista cristã dos seus territórios e que, mediante o pagamento de um imposto, conservaram o direito à prática da sua religião e um "status" jurídico próprio. Outros autores pretendem ainda que o estilo representa uma reação cultural islâmica peninsular contra os estilos europeus que se afirmavam nos territórios reconquistados pelos cristãos.
A arte mudéjar não se constitui num estilo artístico unitário, apresentando características particulares em cada região. Nesse sentido, destacam-se o mudéjar toledano, o leonês, o aragonês e o andaluz. A partir da Península Ibérica, irradiou-se para as colónias espanholas do continente americano.
No século XIX, de maneira semelhante ao revivalismo registrado com outros estilos, surgiu também o neomudéjar.

## Características

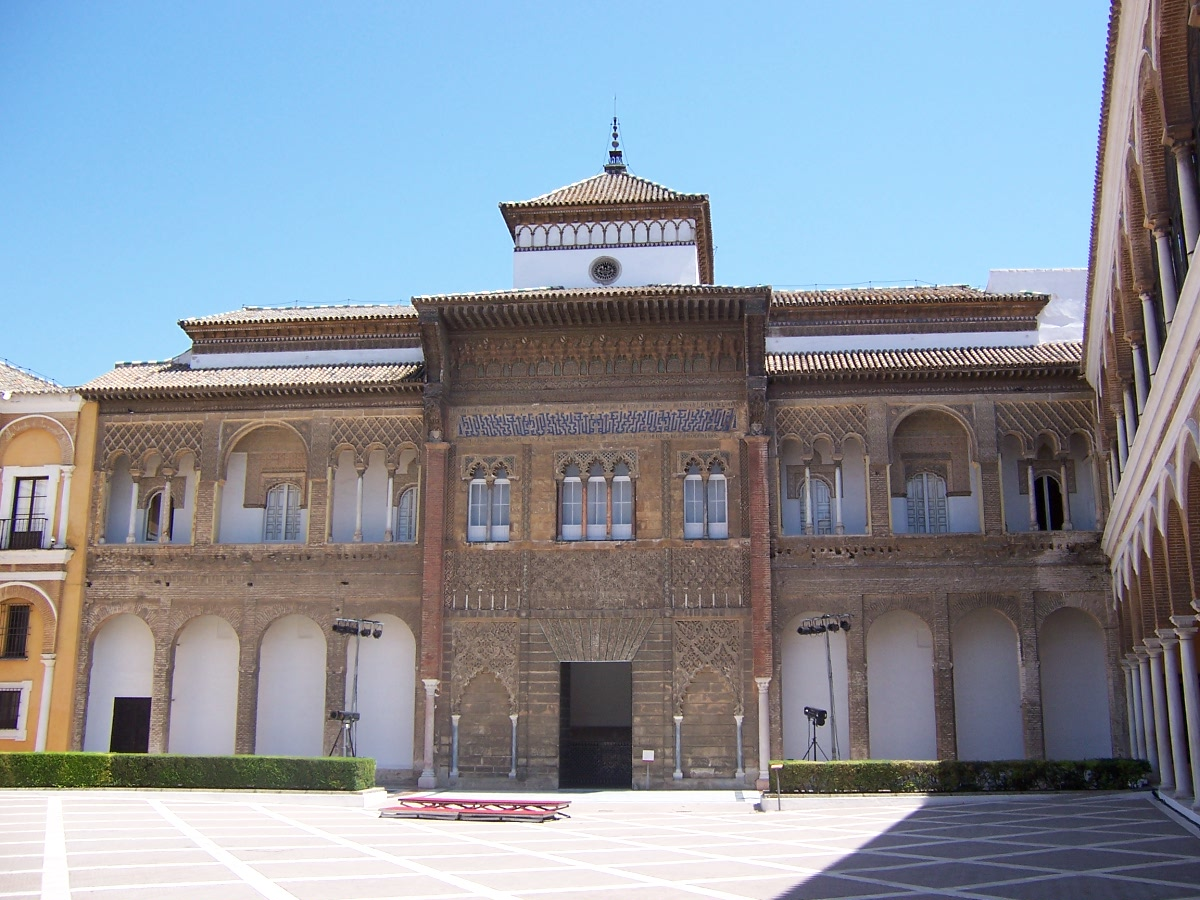
Palácio de Pedro I no Alcazar de Sevilha

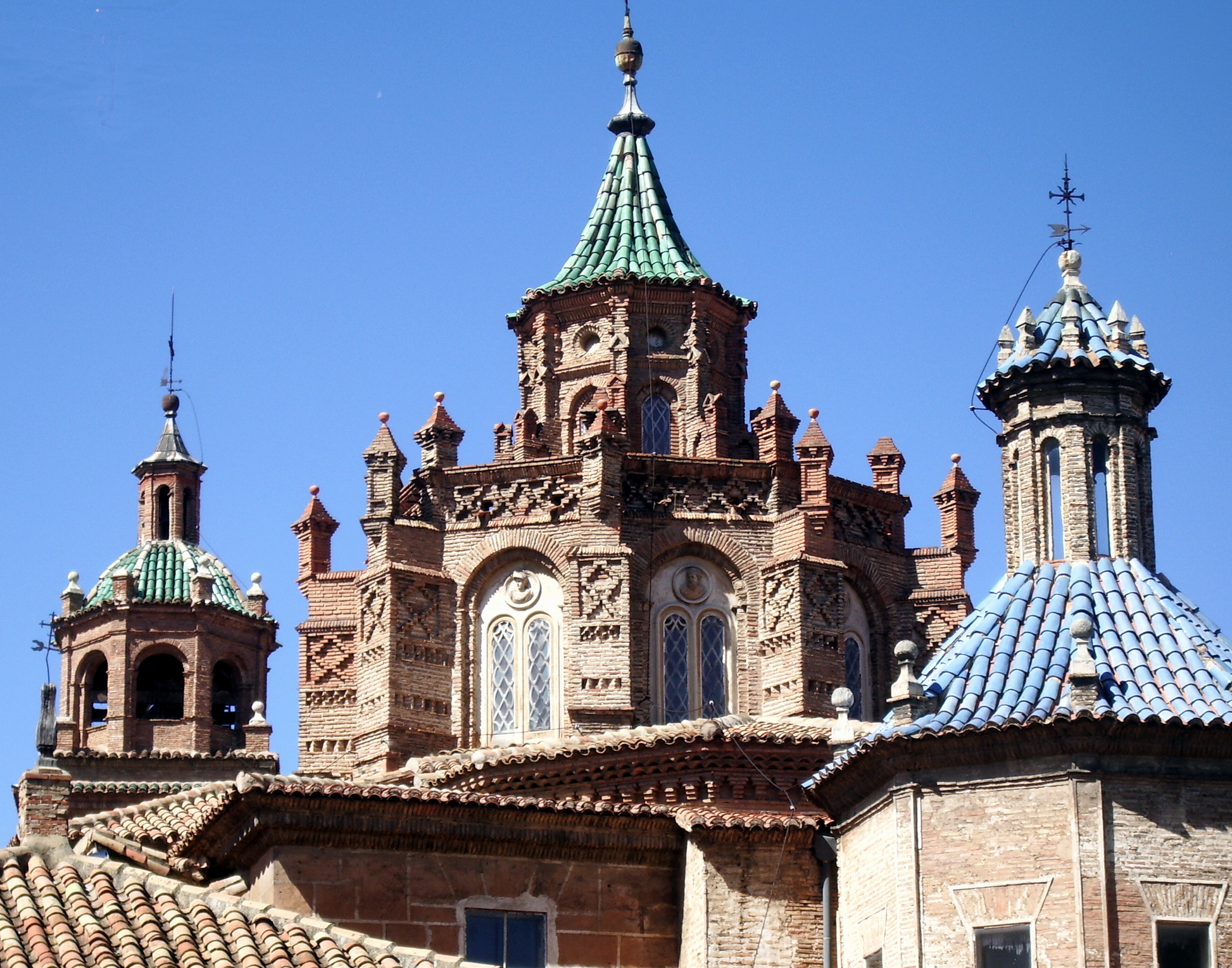
Zimbório mudéjar da Catedral de Teruel

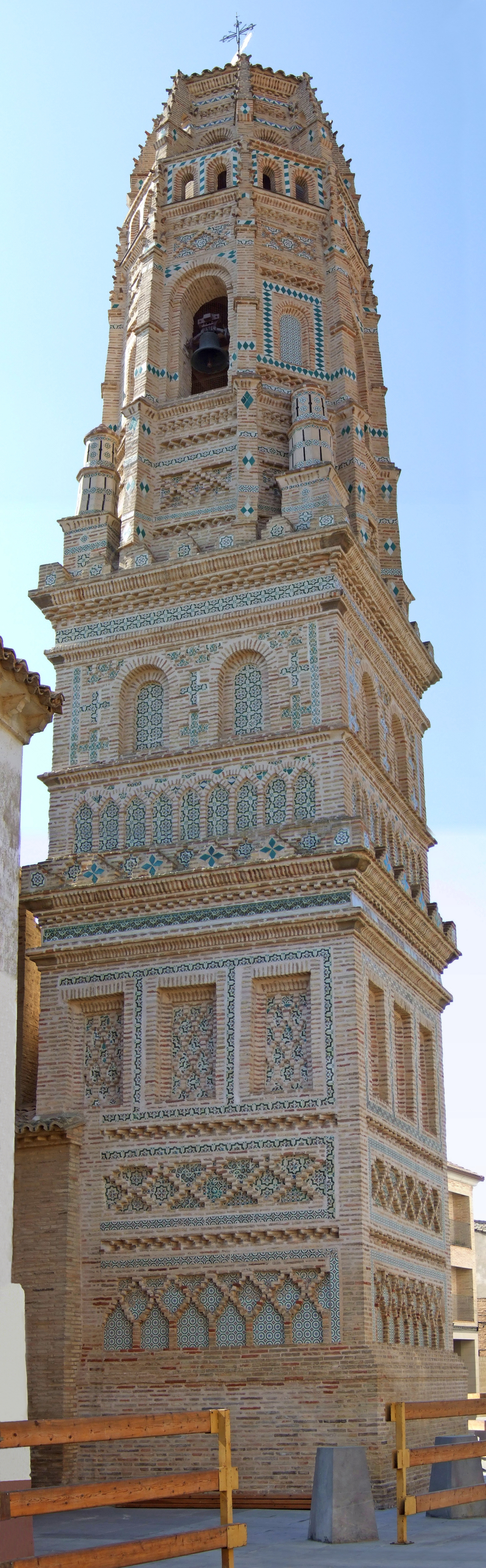
Torre mudéjar aragonesa da Igreja de N. S. da Assunção de Utebo

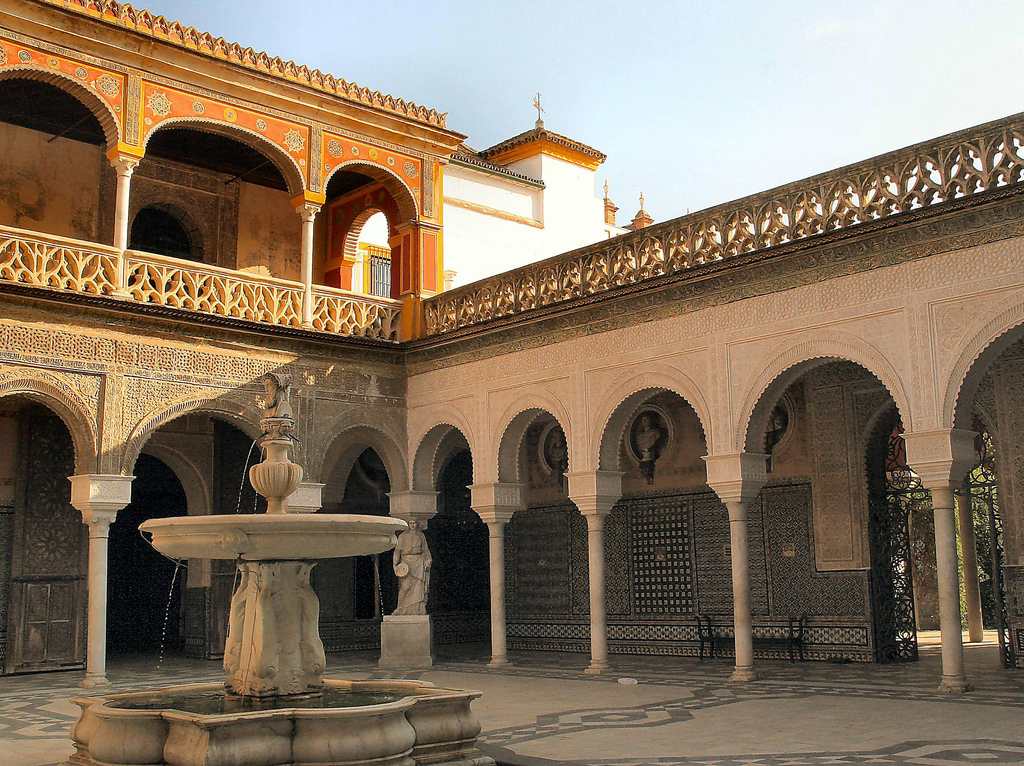
Casa de Pilatos, em Sevilha

De maneira geral, considera-se que a arte mudéjar caracteriza-se pelo emprego do tijolo enquanto material, com uma nova decoração superposta a elementos construtivos cristãos e muçulmanos.
Durante o processo da Reconquista até por volta do século XII, nos reinos cristãos encontra-se uma relativa tolerância para com os mestres de obras de origem muçulmana. Como resultado, a partir do século XIII os reis cristãos principiam a conhecer melhor a cultura islâmica e vai-se produzindo um afastamento dos influxos europeus e uma aproximação ao estilo de vida muçulmano.
O período mais expressivo na arquitetura mudéjar na Espanha são os séculos XII, XIV e XV, devido à qualidade e baixo preço dos mestres de obras de origem muçulmana frente aos congéneres cristãos. Os primeiros eram exímios no emprego do tijolo, um material de construção comparativamente também mais barato, e que permite a construção em prazos mais curtos.
A arquitetura mudéjar é majoritariamente decorativa e introduz novas soluções, também de baixo custo, graças ao uso de materiais como o gesso e o barro vidrado. Ao contrário das grandes construções cristãs, é uma arquitetura que não emprega grandes silhares senão alvenaria. A grande abóbada é substituída por tetos planos ou armaduras.
O seu primeiro desenvolvimento conhecido ocorre na bacia do rio Douro, nas regiões de Leão, Valladolid, Ávila e Segóvia, sendo conhecido como "românico de tijolo".
Os mestres de obras muçulmanos seguem as tipologias arquitetónicas cristãs tanto na planta quanto no alçado, utilizando colunas, arcos de volta perfeita, arcos cegos exteriores e portadas com arquivoltas, com uma progressão denominada "afunilamento". O tijolo é utilizado ainda como elemento decorativo e obriga a variar as proporções de ábsides, muros e torres, impondo menores dimensões.
O autêntico mudéjar registra-se do século XIII ao século XV e tem os seus focos mais importantes em Toledo, na Andaluzia e no vale do Ebro. Nesta época dava-se um domínio quase total e produz-se um contato entre os estilos europeus e muçulmanos. Serão erguidas diferentes tipologias como Igrejas, sinagogas e mesquitas que se fundem num estilo comum: o mudéjar.
Começam a ser erguidas esbeltas torres para as igrejas no Aragão, assemelhando os almenares muçulmanos. Produz-se uma fusão de elementos construtivos e decorativos, de elementos muçulmanos e cristãos, correlativa com a espiritualidade entre as duas Hispânias. A Escola de Tradutores de Toledo e Afonso X são exemplos desta cultura.
A arte mudéjar é a mais representativo da Espanha na época medieval, não é grandiosa senão peculiar e pessoal. Esta peculiaridade vêm dada pelo seu caráter fronteiriço entre o norte cristão e os muçulmanos. Existem diferentes tipos de mudejarismo:
- Românico de Tijolo: Leão, Valladolid, Ávila e Segóvia;
- Arte Mudéjar: Desde o Tejo até Portugal;
- Estremadura;
- Andaluzia: Sevilha e Córdoba.

O foco mais interessante é o do vale do Ebro: Saragoça e Teruel. Exemplo é a Igreja de São Tirso, acabada em 1189, com aspecto sólido e maciço, o zimbório eleva-se sobre o cruzeiro e adianta algumas características do românico como a utilização de arcarias e as duas filas de arcos cegos que aparecem nas absides circulares com função tetónica, forma o esqueleto do edifício. Conforma um suporte e empurre que sustém o muro. Os edifícios mudéjares copiam os cristãos e desenvolvem a sua planta e altura, mas em tijolo. Ao empregar tijolo no interior perde-se a coluna e é utilizado o pilar. Outra característica é o zimbório que, apesar de ser tão pesado, ao ser calado transmitirá sensação de ligeireza... no zimbório, conforme ascendemos, os vãos são maiores para aligeirar o peso e conseguir altura.
Outro exemplo é a igreja de São Martim de Arévalo na província de Ávila, o mais característico são as duas torres realizadas em tijolo, sustentadas e decoradas por arcarias cegas que se tornam em vãos na parte superior. Utiliza-se o tijolo bem como alvenaria.
A arquitetura civil mudéjar oferece caracteres parecidos à religiosa, embora propende mais ao uso do arco redondo e ao de ferradura. São notáveis os alcáçares reais dos séculos XIV e XV, como o de Sevilha e, em parte, o de Segóvia; o palácio de Afonso XI em Tordesilhas; os palácios dos prelados e magnatas dos séculos XV e XVI, como o de Alcalá; o palácio do Duque do Infantado, em Guadalajara; o dos Duques de Alcalá em Sevilha (vulgarmente, Casa de Pilatos), etc. todos com os seus pátios interiores rodeados de arcadas; as portas de algumas cidades como a porta do Sol em Toledo que é do século XIV e alguns castelos célebres como os de castelo de Fonseca, na vila de Coca (Segóvia) entre outras muitas construções fáceis de reconhecer pelos caracteres enunciados.

## Inícios

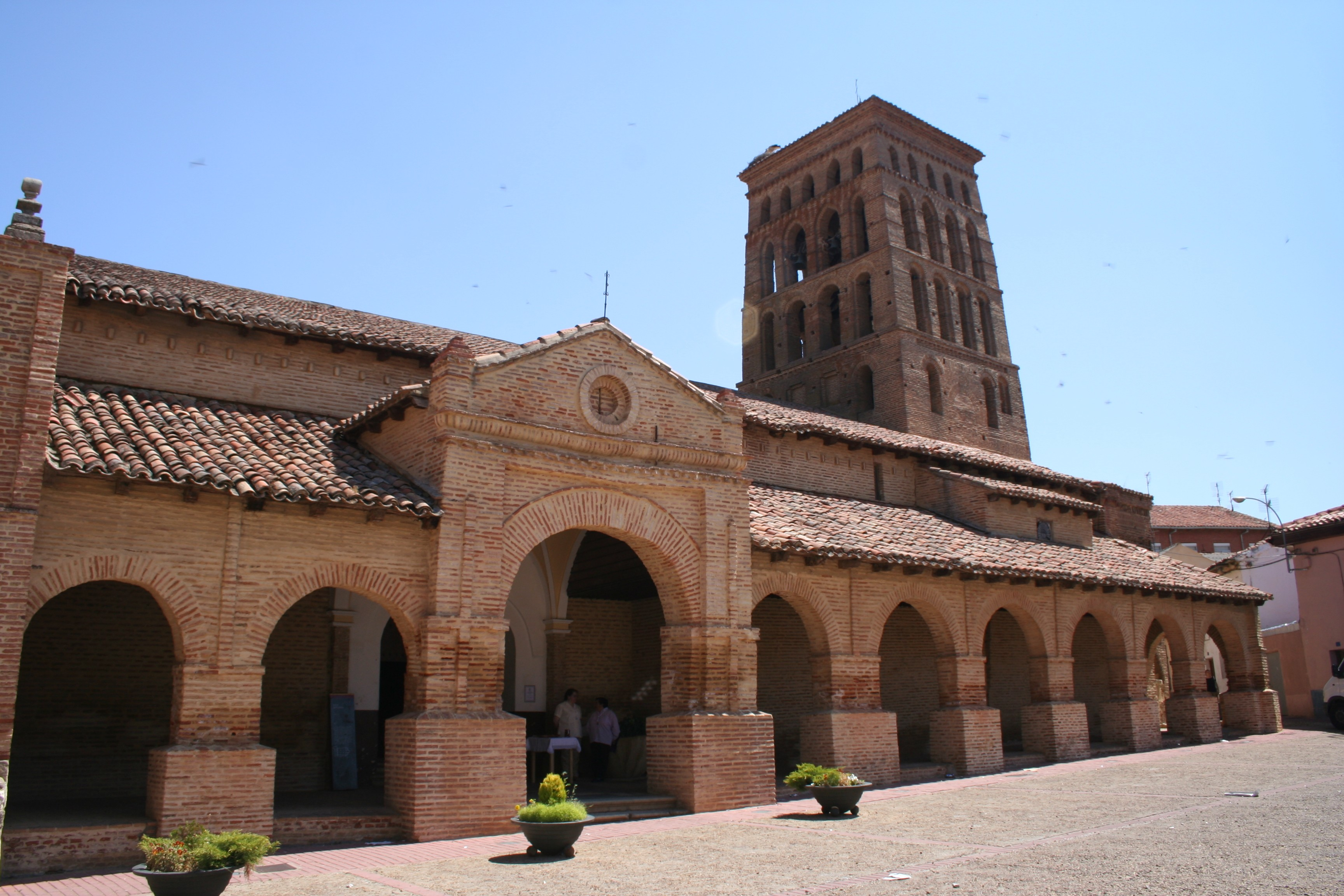
Igreja de São Lourenço em Sahagún

A aparição do mudéjar data-se no século XII na cidade leonesa de Sahagún, que situada no Caminho de Santiago tornou-se num forte centro religioso e económico nos séculos XII e XIII, onde puderam trabalhar algumas quadrilhas de alarifes de Toledo para acelerar as obras que nesse momento se desenvolviam na cidade. A rapidez destes alarifes nas construções de tijolo impor-se-ia sobre a construção de silhar romana.
O mudéjar consolida-se no século XIII e exporta-se para sul e sudeste, a terras todas elas chãs e com escassas cantarias de pedra (Zamora, Salamanca, Valladolid, Ávila, Guadalajara, Madrid e oeste de Segóvia, sem afetar apenas a Burgos, Palência e Sória)

## Evolução
Em ele, irá influindo a situação da fronteira, sempre móvel, além dos diversos estilos europeus que vão penetrando na Espanha e que condiciona a arte mudéjar.
A posterior conquista de Andaluzia dará um mudéjar mais novo e com influências diretas da arquitetura tradicional.
Uma figura de importância no mudéjar é o alvanel e o seu mundo, em oposição com a cantaria e os canteiros. O "alvanel", "o alarife" utiliza o tijolo, o gesso, escaiola, madeira.. Sua situação de vencido torna-o mão-de-obra barata e em condições de construir o que ordenem os seus clientes, que serão igrejas, sinagogas, fortificações, palácios ... Posteriormente os cristãos irão aprendendo esta tradição.

## Ornamentação
Sem romper com a sua modéstia, pretendem dar toda a animação que possam conseguir destes materiais: xadrezados, espinhas de peixe, arcos cegos, rede de losangos (sebka) e cruzes cristãs.

## Escolas

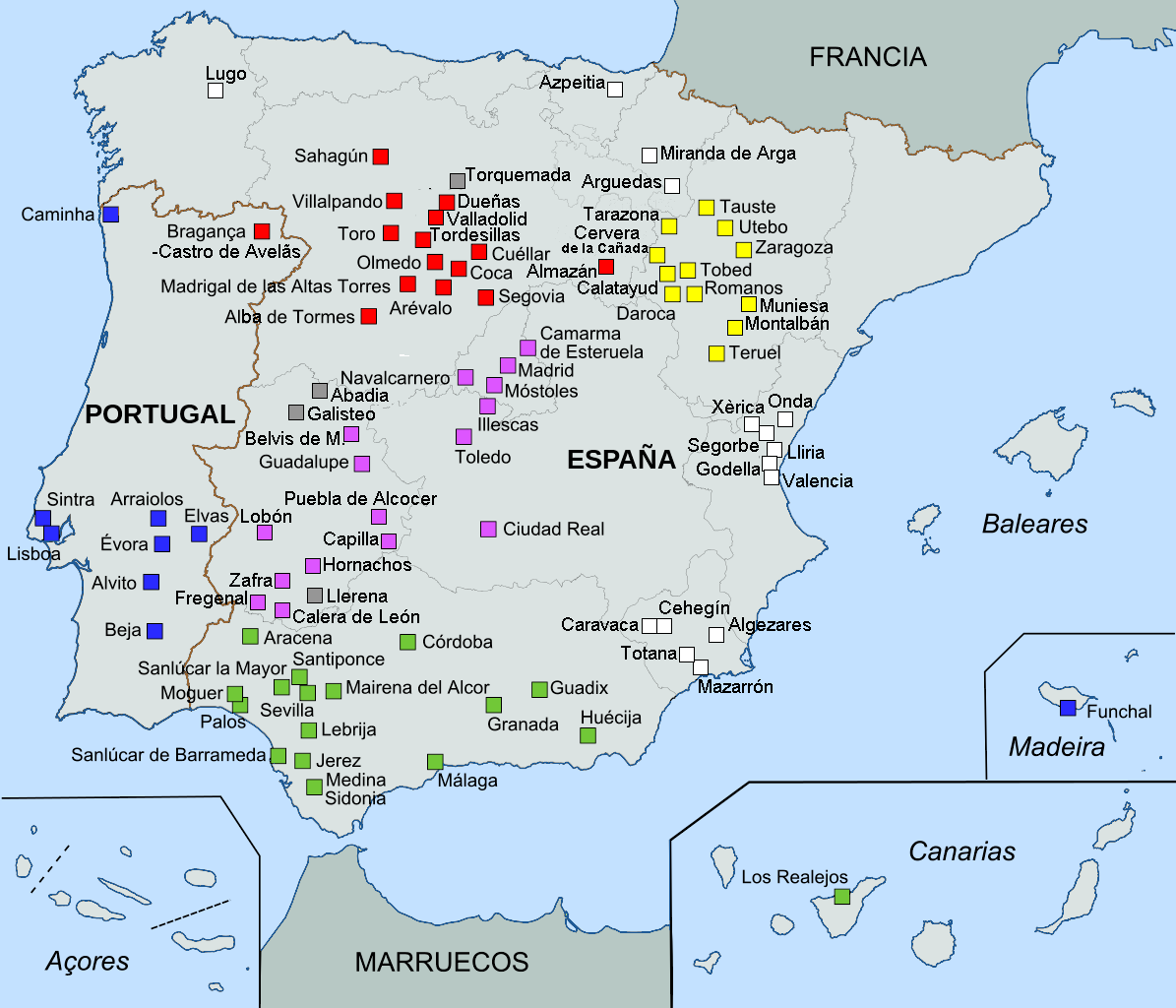
Edifícios mudéjar na Espanha e Portugal

### Foco leonês e castelhano
Os mais antigos, com grande influência da arte românica, os seus edifícios de tijolo oferecem uma decoração com arcos cegos de meio ponto, jogos de requadros com refundimentos e frisos com dentes de serra. São muito numerosas as igrejas.

### Mudéjar aragonês

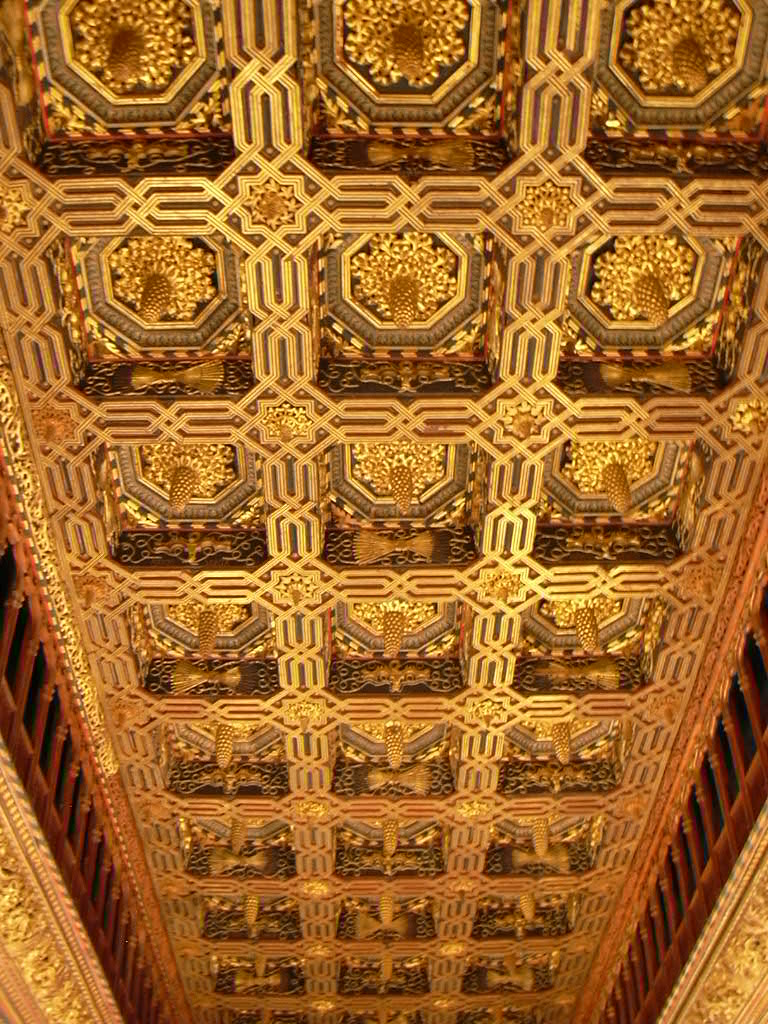
Teto mudéjar na sala do trono da Aljafería

O mudéjar aragonês tem uma personalidade muito característica, surpreende o seu colorismo que recebe do uso de azulejos exteriores e os inumeráveis recursos que extraem do tijolo. Originais torres de igrejas.
Em 1986 a UNESCO declarou o conjunto monumental mudéjar da cidade de Teruel como Património da Humanidade. Quinze anos mais tarde, em 2001, foi re-avaliado para incluir todos os exemplos de mudéjar de Aragão nesta relevante denominação. A descrição da sua importância é a seguinte:
| “ | O desenvolvimento no século XII da arte mudéjar em Aragão é consequência das condições políticas, sociais e culturais particulares que prevaleceram na Espanha depois da Reconquista. Esta arte, influenciada pela tradição islâmica, reflete também os vários estilos europeus contemporâneos, particularmente o gótico. Presente até o começo do século XVII, é caracterizada por um uso extremamente refinado e inventivo do tijolo e de azulejos esmaltados na arquitetura, especialmente nos campanários das igrejas. | ” |

A justificação da declaração está sustentada no critério IV da mesma organização:
| “ | Critério IV. Por ser um exemplo excepcional de um tipo de edifício, conjunto arquitetónico ou tecnológico ou paisagem que ilustra um período significativo na história humana. | ” |

### Foco de Toledo
O estilo toledano oferece e reúne todas as formas mudéjares em diferentes edifícios embora sem apresentar na forma gótica a brilhantez do de Aragão.

### Andaluzia
Em Córdoba mantém-se o emprego da pedra, enquanto em Sevilha predomina o tijolo e as formas almóadas e a construção de capelas funerárias. Igrejas, palácios e sinagogas.

### Portugal

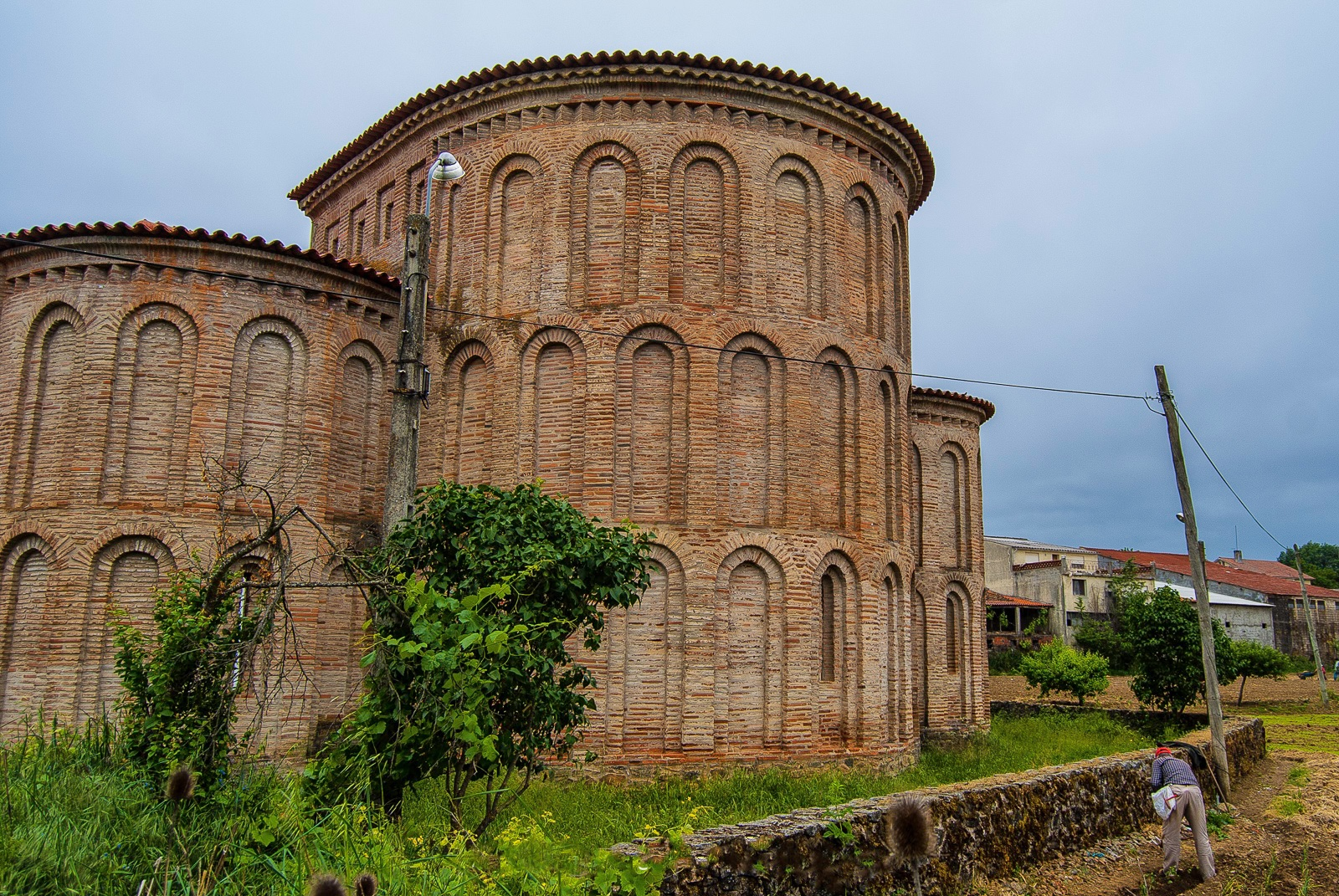
Cabeceira da Igreja de Castro de Avelãs, Bragança

Em Portugal também se conservam exemplos de arquitetura mudéjar, embora com menor intensidade e com uma decoração muito mais simples que na Espanha. O mudéjar de tijolo encontra-se somente no apse da Igreja de Castro de Avelãs , em Bragança, que é muito parecido ao de Sahagún.
Um estilo híbrido gótico-mudéjar desenvolveu-se sobretudo no Alentejo durante os séculos XV e XVI, convivendo com o estilo Manuelino. As janelas do Palácio Real e o Palácio dos Condes de Basto, em Évora são bons exemplos deste estilo híbrido. Elementos decorativos de inspiração mudéjar encontram-se nos azulejos de igrejas e palácios, como os azulejos do século XVI importados de Sevilha que decoram o Palácio Nacional de Sintra. Tetos de madeira mudéjar encontram-se em igrejas de Sintra, Caminha, Funchal, Lisboa e outros lugares.

## Obras mudéjares

### EmAragão
Navarra

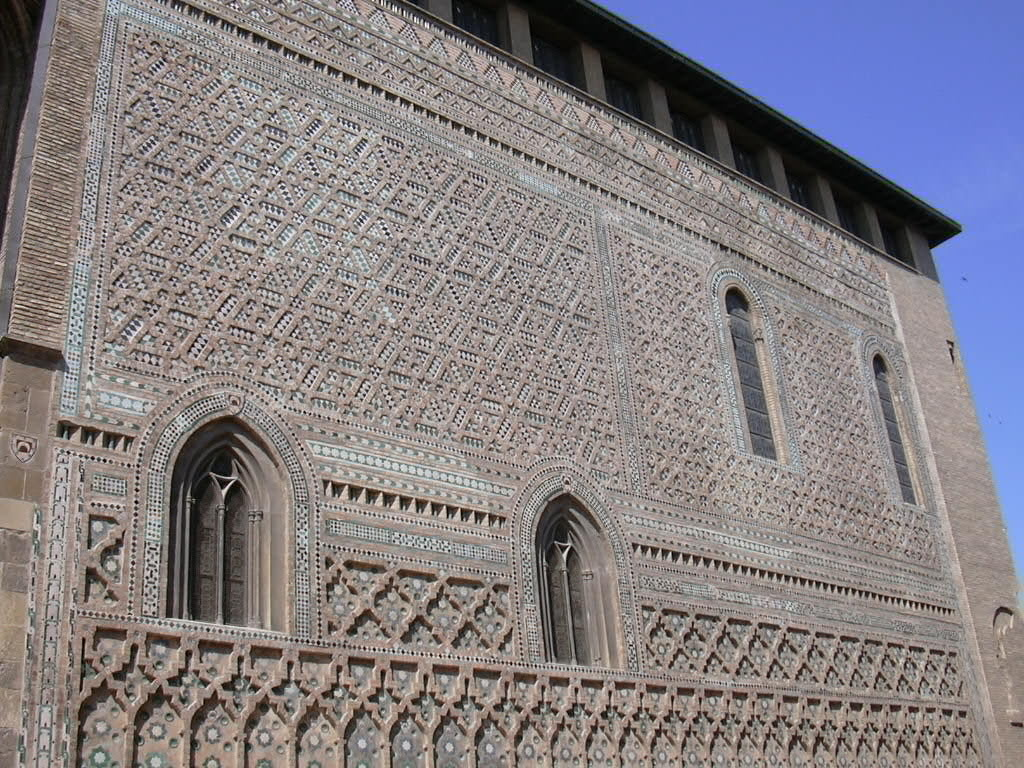
Parroquieta da Seu, em Saragoça

- A Torre do Relógio em Miranda de Arga

Província de Teruel
- Catedral de Teruel.
- As torres mudéjares de Teruel.

Província de Saragoça
- Catedral de Tarazona.
- A Parroqueta da Seu.
- Exemplos em Tauste, Ricla, Romanos, Calatayud e Daroca.
- O palácio de Pedro IV e o palácio dos Reis Católicos da Aljaferia.

### EmCastela e Leão
Província de Ávila

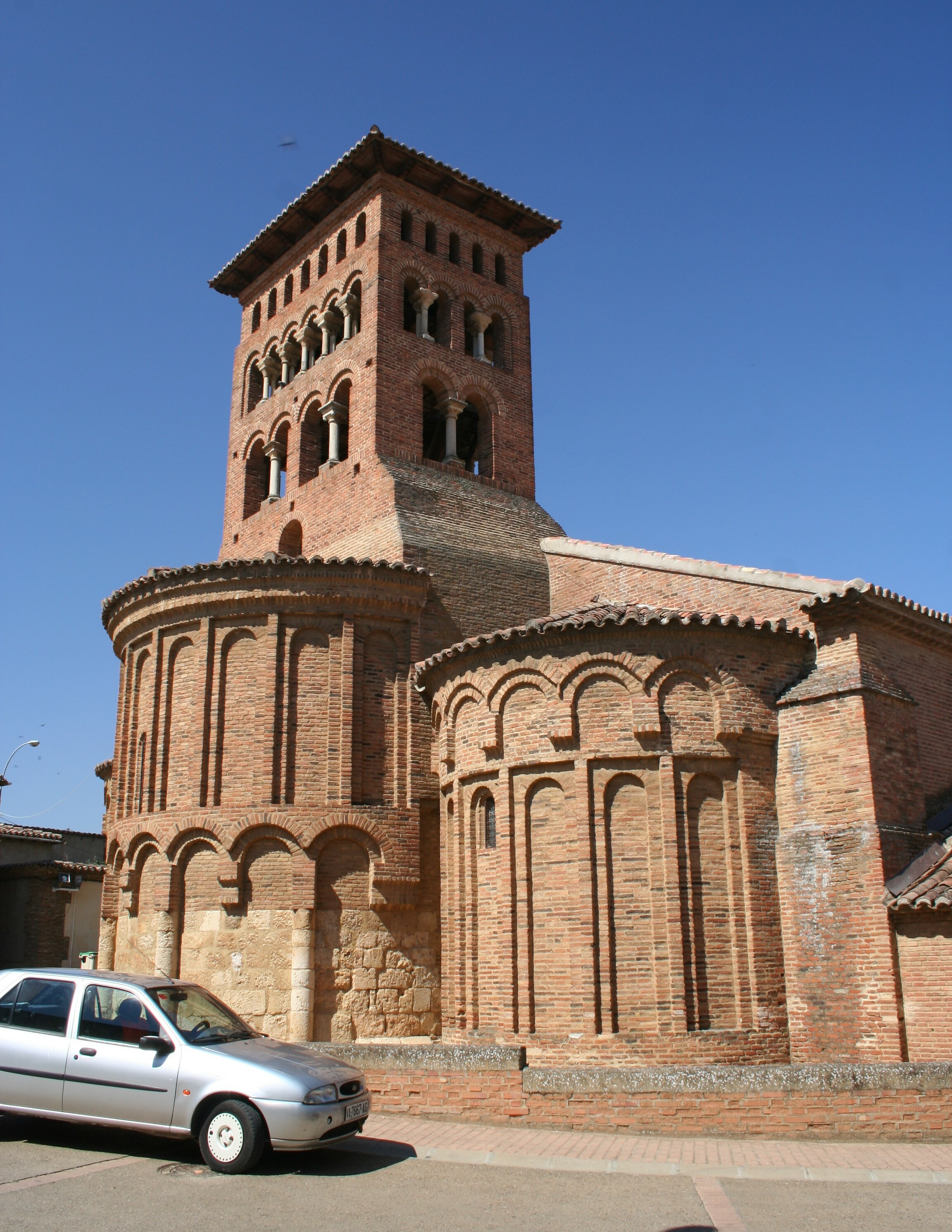
Igreja de São Tirso em Sahagún

- Foco de Arévalo e outros exemplos em Madrigal de las Altas Torres

Província de Leão
- Em Sahagún, as igrejas de São Lourenço, São Tirso, A Peregrina, Ermida de A Virgem da Ponte e o mosteiro de São Facundo.

Província de Segóvia
- O amplo conjunto de arquitetura mudéjar de Cuéllar
- Castelo de Coca
- Alcázar de Segóvia
- Igreja de São Baudílio, em Samboal

Província de Valladolid
- Foco de Olmedo e o Palácio de Tordesilhas

Província de Zamora
- Focos de Toro e Villalpando.

### Toledo
- Igreja de Illescas
- Sinagoga do Trânsito
- Igreja de Santa Maria a Branca
- Igreja de São Romão
- Igreja de Santiago do Arrabalde
- Igreja de Santo André
- Igreja de São João da Penitencia.
- Palácio de Pedro I.

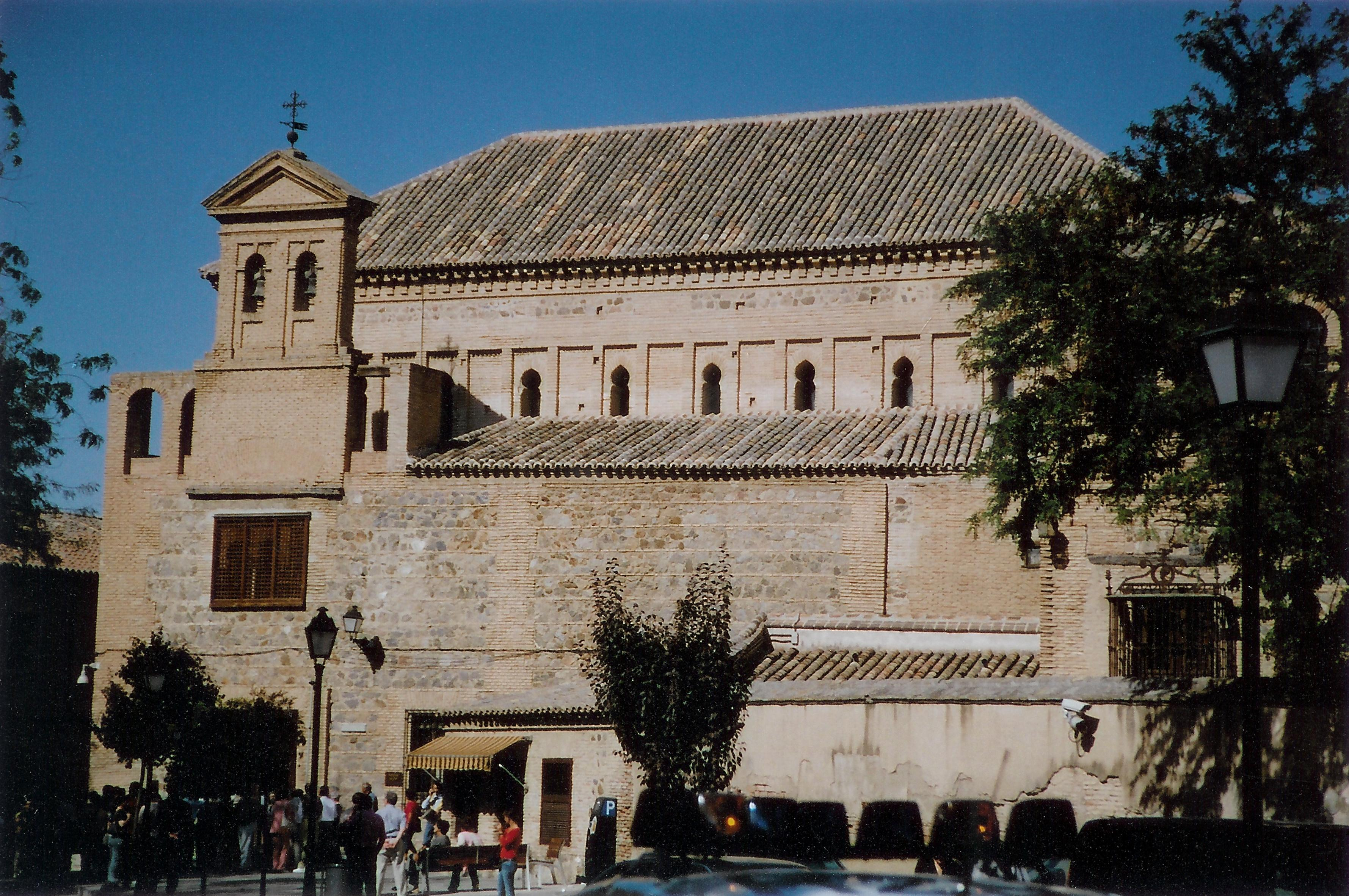
Sinagoga do Trânsito em Toledo

- Outras casas, torres em Toledo (de São Romão, Santa Leocádia, São Miguel, etc.), igrejas, palácios.

### NaAndaluziaeEstremadura
- Reales Alcázares de Sevilha.
- Sinagoga de Córdoba.
- Igreja de São Miguel de Córdoba.

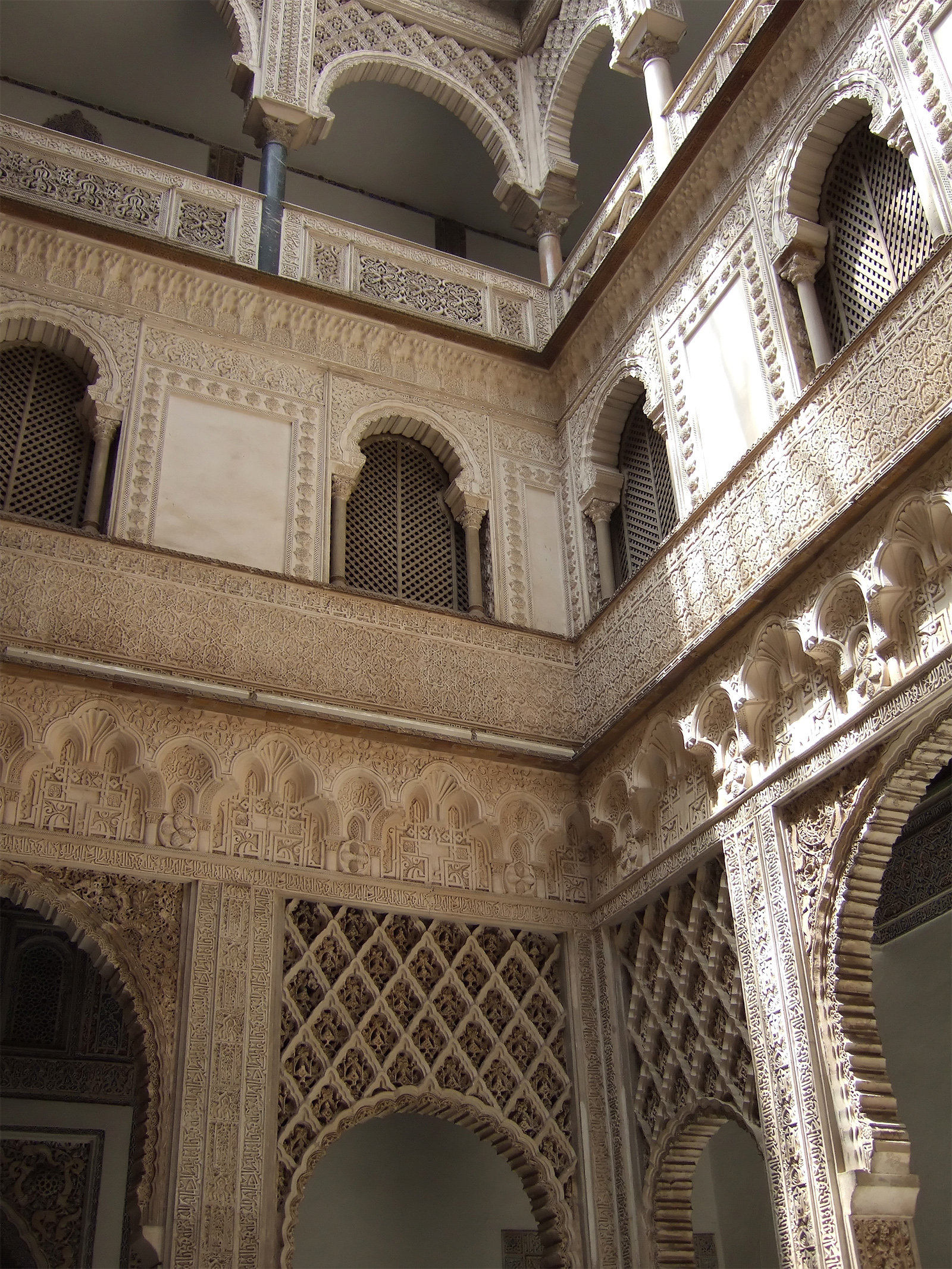
Reales Alcázares de Sevilha

- Igreja de Santa Marinha em Sevilha.
- Mosteiro de La Rábida
- Mosteiro Real de Santa Maria de Guadalupe
- Em Jerez de la Frontera, a Igreja de São Dionísio.
- Guadalupe e o seu mosteiro.

### NaComunidade Valenciana
Província de Castellón

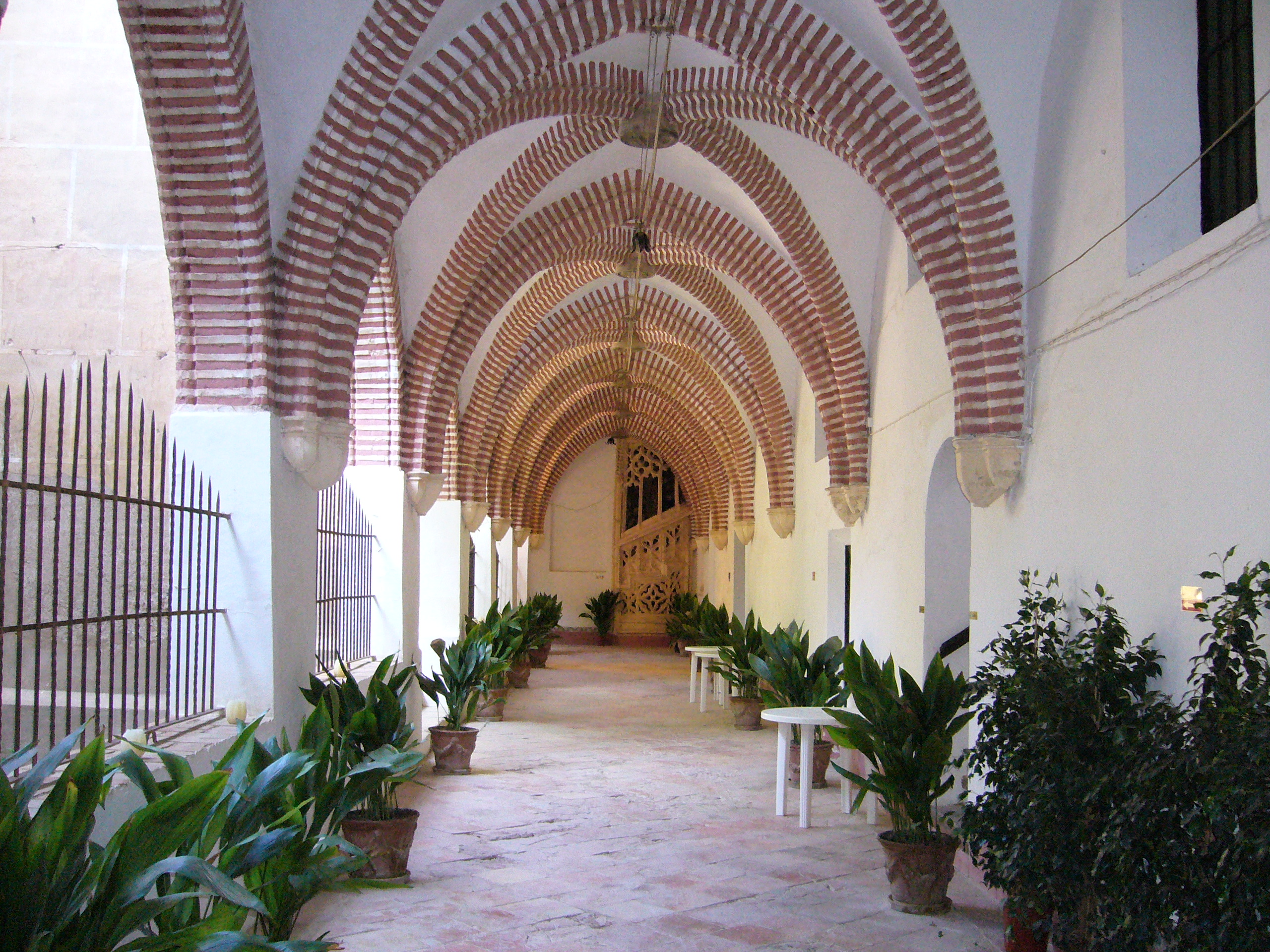
Claustro do Mosteiro de São Jerónimo de Cotalba, em Alfauir (Valência)

- Torre mudéjar de la Alcudia, em Jérica.
- Igreja de la Sangre, em Onda.
- Tecto da sala da Prefeitura de Segorbe.

Província de Valência
- Mosteiro de São Jerónimo de Cotalba, em Alfauir.
- Capela da Igreja de San Bartolomé Apóstol, em Godella.
- Igreja  de la Sangre, em Llíria.
- Igreja  velha de Sagunto, em Sagunto.
- Banhos árabes, em Torres Torres.
- Banhos de Almirante, em Valência.

### Portugal
Em Portugal subsistem importantes monumentos mudéjares dos séculos XV e XVI, sem levar em conta os de puro estilo manuelino que também reúnem influências muçulmanas. Podem qualificar-se de mudéjares:
- O Palácio Nacional de Sintra, que no principal é do século XV com as suas aximezes em ferradura, os seus vistosos azulejos, os seus magníficos artesoados e os seus dois enormes cúpulas cónicas.
- Outros monumentos em Évora, como o derrubado palácio de Dom Manuel I, o pórtico de São Francisco, alguma porta na Pousada dos Lóios, etc., todos com arcos em ferradura.
- Outras peças de menor importância em diferentes populações do Alentejo, que é onde mais abunda o estilo.

### Sicília
Na Sicília podem ser qualificados de mudéjares os monumentos que ali existem da época normanda (1072-1194), sobretudo, em Palermo, já que os conquistadores normandos serviram-se dos vencidos muçulmanos para a construção de igrejas e palácios. Especialmente, notam-se a igreja conhecida com o nome da Martorana e a capela palatina, ambas na capital da Sicília.

### Canárias e América
- Igreja Matriz do Apóstolo Santiago. Los Realejos, Tenerife.
- O Arco do Carmo na Cidade de San Cristóbal de las Casas, Chiapas no México.